# Бровкина, Алевтина Фёдоровна
Алевтина Фёдоровна Бровкина (Дадонова) (30 июня 1930, Москва) — советский и российский врач-офтальмолог, создатель российской онкоофтальмологической школы, доктор медицинских наук (1970), лауреат Государственной премии СССР (1984), Заслуженный деятель науки РСФСР (1991), лауреат Премии Правительства Российской Федерации (2002), академик РАМН (2004), академик РАН (2013), профессор кафедры офтальмологии с курсом детской офтальмологии и орбитальной патологии Российской медицинской академии последипломного образования.

## Биография
Родилась 30 июня 1930 года в Москве. Детство прошло в Ленинграде, где учился ее отец — партийный работник. Во время войны находилась c матерью в эвакуации в Казахстане, сначала в Семипалатинске, затем в Алма-Ате. С 1943 по 1948 год жила в Челябинске, где отца назначили вторым секретарём городского обкома партии.
Выпускница Челябинской школы № 1.
В 1954 году с отличием окончила лечебный факультет Первого Московского Ордена Ленина медицинского института (1-й МОЛМИ), поступила в интернатуру по терапии.
Работала врачом-офтальмологом в глазном Брянской областной больницы, затем офтальмологом в московской клинической больнице № 36.
Окончила клиническую ординатуру Московской Глазной Клинической Больницы и осталась работать там офтальмологом. В 1965 году защитила кандидатскую диссертацию.
В 1970 году защитила докторскую диссертацию. В 1980 году получила звание профессора.
С 1970 по 2004 год работала в Московском НИИ глазных болезней имени Гельмгольца, где прошла путь от старшего научного сотрудника до руководителя офтальмоонкологической службы и организовала в 1976 году первый в стране научно-клинический отдел офтальмоонкологии и радиологии, который занимался разработкой современных методов ранней диагностики и лечения тяжелейшей патологии, а также курировал и координировал работу 12 регионарных центров по всей стране. С 2003 года городской центр офтальмоонкологии, возглавляемый А. Ф. Бровкиной, находится в структуре Московской Глазной Клинической Больницы в Мамоновском переулке, 7, являющейся научно-педагогической и лечебной базой РМАНПО.
Работает профессором кафедры офтальмологии с курсом детской офтальмологии и орбитальной патологии Российской медицинской академии последипломного образования.

#### Семья
Муж — Нестеров, Аркадий Павлович (1923—2009), врач-офтальмолог, академик РАМН, заслуженный деятель науки РСФСР.

## Научная деятельность
А. Ф. Бровкина является автором более 420 научных работ, из них 18 книг, монографий и учебников для студентов медицинских вузов. Под ее руководством выполнено 40 кандидатских и 11 докторских диссертаций по офтальмоонкологии и орбитальной патологии. Автор более 40 патентов на изобретение в области офтальмоонкологии.

### Награды и достижения
- Государственная премия СССР[1] (1984),
- Заслуженный деятель науки РСФСР[1] (24 сентября 1991) — за заслуги в научно-педагогической деятельности[11],
- Орден Дружбы народов[1],
- Премия Правительства Российской Федерации[1] (2002),
- Премия имени академика М.И. Авербаха РАМН за выдающиеся заслуги в области офтальмологии (2003)[10],
- Почётный диплом Президента Азербайджанской Республики (30 июня 2020, Азербайджан) — за заслуги в укреплении научных связей между Азербайджанской Республикой и Российской Федерацией[12].

### Членства в профессиональных обществах
- член президиума общероссийской Ассоциации врачей-офтальмологов[13],
- член Московского научного общества офтальмологов,
- член редколлегии ряда профессиональных журналов.

### Избранные труды
- Бровкина А. Ф. Новообразования орбиты. — Москва: Медицина, 1974. — 256 с.
- Деденков А. Н., Бровкина А. Ф., Зарубей Г. Д. Результаты бетатерапии меланом хориоидеи // Медицинская радиология. — 1980. — № 4. — С. 73—75.
- Опухоли и опухолеподобные заболевания органа зрения: Материалы всесоюз. конф., Таллинн, 18-20 апр. 1989 г. / [Редкол.: А. Ф. Бровкина (отв. ред.) и др.]. — М.: Б. и., 1990. — 191 с.
- Дифференциальный диагноз заболеваний и травматических повреждений орбиты с помощью компьютерной томографии: Метод. рекомендации / М-во здравоохранения РСФСР; [Сост. А. Ф. Бровкина, В. В. Вальский]. — М.: Б. и., 1991. — 12 с.
- Бровкина А. Ф. Болезни орбиты. — М. : Медицина, 1993. — 238 с.; ISBN 5-225-01964-1.
- Офтальмоонкология / Под ред. А. Ф. Бровкиной. — М.: Медицина, 2002. — 420 c.; ISBN 5-225-04157-4.
- 190 лет. Московская глазная больница: основана 26 января 1826 года : сборник научных трудов / ГБУЗ ГКБ им. С. П. Боткина ДЗМ, Фил. № 1 «Офтальмологическая клиника», ГБОУ ДПО Российская мед. акад. постдипломного образования, Каф. офтальмологии; [отв. ред. А. Ф. Бровкина]. — Москва: Апрель, 2016. — 447 с.; ISBN 978-5-905212-61-1